# Tătărăștii de Sus
Tătărăștii de Sus (wymowaⓘ) – wieś w Rumunii, w okręgu Teleorman, w gminie Tătărăștii de Sus. W 2011 roku liczyła 1348 mieszkańców.